# Tiqqun

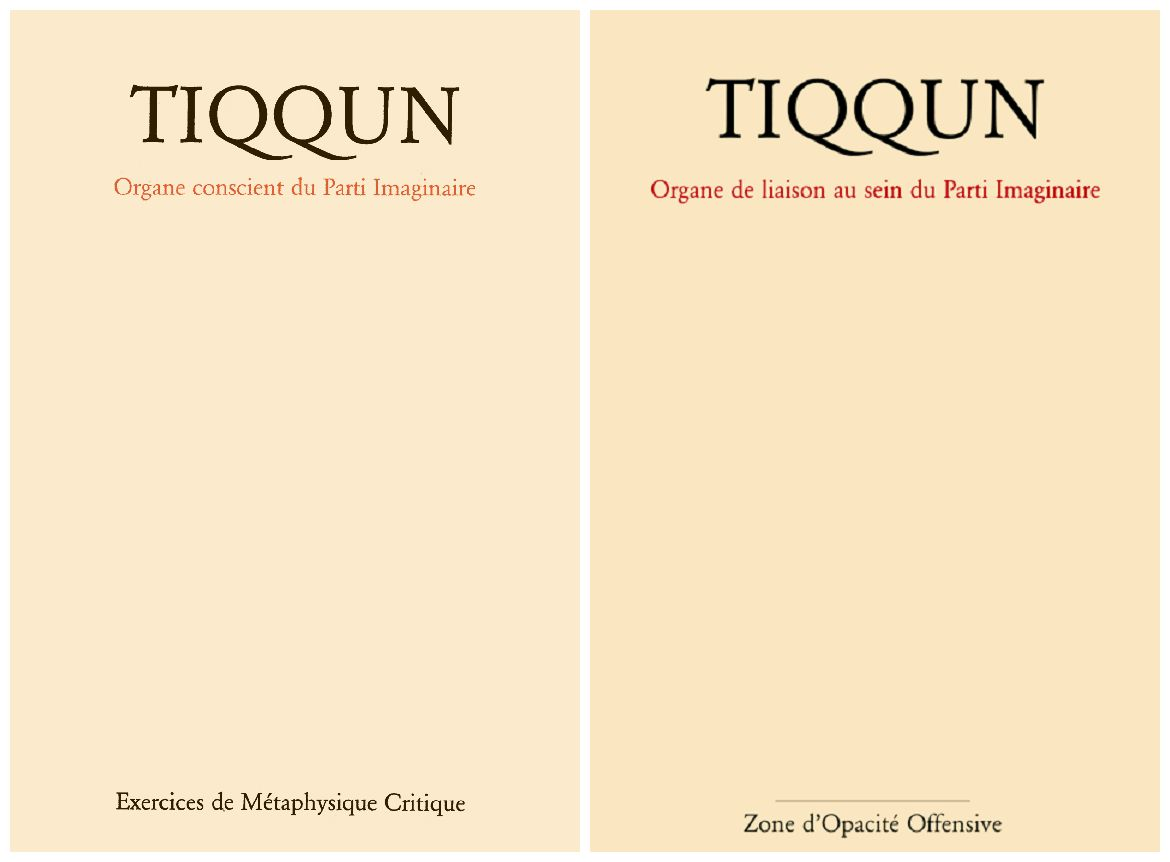
Portadas de la revista Tiqqun.

Tiqqun es el nombre de una publicación francesa sobre filosofía, fundada en 1999 con el fin de "recrear las condiciones de otra comunidad". Fue creada por varios autores, antes de disolverse en Venecia en 2001 tras los atentados del 11 de septiembre. La revista ha tenido un cierto seguimiento por parte de los medios de comunicación desde noviembre de 2008 tras el arresto de Julien Coupat, uno de sus fundadores. 
Tiqqun es también un concepto filosófico, emanado de los textos publicados en la revista del mismo nombre y el nombre bajo el cual han sido publicados diversos libros con textos seleccionados de la publicación filosófica, para designar, no tanto un autor colectivo, como "el lugar del espíritu del cual provienen estos escritos".»

## Origen y uso del nombre
El nombre de la revista proviene de la gran importancia que los redactores otorgan al concepto filosófico de Tiqqun. Esta es la transcripción afrancesada del término de origen hebreo Tikún Olam, un concepto de uso frecuente en el judaísmo tradicional empleado en la tradición cabalística y mesiánica, que significa (todo al mismo tiempo) reparación, restitución y redención, y que recuperan en gran parte, y entre otras, la concepción judía de la justicia social.
Más allá de estos dos elementos, el concepto de Tiqqun es también empleado, notablemente en la expresión "los Tiqqun", para designar al comité de redacción o de un grupo más grande, si no todas las personas, que comparten las convicciones donde la revista tendría origen. Tiqqun rechaza este uso.

## Afiliaciones
Tiqqun, por su estilo poético y su compromiso político radical, se emparenta a las teorías situacionistas y al letrismo. 
Tiqqun ha influenciado círculos filosóficos y políticos radicales, grupos situacionistas o posituationistas, en la ultraizquierda, los movimientos okupa y autonomistas, así como una parte de anarquistas.
Tiqqun, cuyo nombre evoca una dimensión espiritual, a veces se desarrolla en una línea de "metafísica crítica" que se relaciona a un uso de retórica estrictamente materialista y atea.
Tiqqun ha sido en parte influenciado por conceptos tan diversos como  el concepto de Imperio desarrollado por Antonio Negri y Michael Hardt, la sociedad de control estudiada por Gilles Deleuze, la sociedad del Espectáculo de Guy Debord, así como por el análisis del biopoder de Michel Foucault. Tiqqun también ha influido mucho en el pensamiento político del filólogo italiano Giorgio Agamben.

## Comité de redacción
Ningún artículo de Tiqqun es firmado, solamente existe un comité de redacción que no es anónimo, que está compuesto por (para el primer volumen de Tiqqun en todo caso) Julien Boudart, Fulvia Carnevale, Julien Coupat, Junuis Frey, Joël Gayraud, Stephan Hottner y Remy Ricordeau.

## ¿Cómo hacer? - Tiqqun 2
El documento ¿Cómo hacer?, escrito en 2001 y publicado en el n.º 2 de la revista, integraría el espíritu social, político y artístico del situacionismo